# Ivan Horvat
Ivan Horvat, född 18 september 1986, är en friidrottare från Kroatien. Hon deltog vid olympiska sommarspelen 2008.